# Karl von Le Suire
Karl Hans Maximilian von Le Suire (8 de noviembre de 1898 - 18 de junio de 1954) fue un general alemán durante la II Guerra Mundial que comandó el XXXXIX Cuerpo de Montaña. Fue responsable de la masacre de Kalavryta, en Grecia.

## Biografía
Karl von Le Suire nació el 8 de noviembre de 1898 en Unterwössen en la Alta Baviera. Después de incorporarse al Ejército alemán en diciembre de 1916, fue comisionado como teniente en la infantería bávara y sirvió en el frente occidental. Continuó en el ejército después de 1918.
Von Le Suire ocupó varios puestos en el estado mayor en la primera parte de la II Guerra Mundial, incluyendo como Jefe de Estado Mayor del Cuerpo de Montaña de Noruega. Después se le dio el mando el 99.º Regimiento Gebirgsjager. A esto siguió el mando de la 46.ª División de Infantería en febrero de 1943 y la 117.ª División Jäger con base en los Balcanes en mayo de 1943.
En noviembre de 1943, mientras estuvo al mando von Le Suire, la 117.º División Jäger empezó una misión llamada Unternehmen Kalavryta (Operación Kalavryta), con la intención de rodear a los combatientes de la guerrilla griega en la zona montañosa en torno a Kalavryta. Durante la operación, algunos soldados alemanes fueron abatidos y 77 de ellos, que fueron hechos prisioneros, fueron ejecutados por la guerrilla griega. El 10 de diciembre de 1943 von Le Suire firmó la orden para la división alemana para "arrasar la poblaciones de Mazeika y Kalavryta". En total, más de 1200 civiles fueron asesinados durante las operaciones de represalia. Unas 1000 casas fueron saqueadas y quemadas y más de 2000 ovejas y otros animales domésticos grandes fueron confiscados por los alemanes. El evento es conocido como masacre de Kalavryta.
Desde agosto de 1944 von Le Suire comandó el XXXXIX Cuerpo de Montaña, y estuvo todavía al mando cuando se rindió a las tropas soviéticas. Murió cautivo de los soviéticos el 18 de junio de 1954 en un campo de prisioneros de guerra en Stalingrado.

## Condecoraciones
- Cruz de Hierro (1914) 2ª Clase (28 de marzo de 1918) & 1ª Clase (19 de diciembre de 1921)[4]
- Broche de la Cruz de Hierro (1939) 2ª Clase (13 de septiembre de 1939) & 1ª Clase (13 de septiembre de 1939)[4]
- Cruz Alemana en Oro (25 de abril de 1942)[5]
- Cruz de Caballero de la Cruz de Hierro el 26 de noviembre de 1944 como General der Gebirgstruppe y comandante del XXXXIX. Gebirgskorps[3]